# Volia (Ukraine)
Pour les articles homonymes, voir Volia.
Volia (en ukrainien, Партія «ВОЛЯ») est un parti politique ukrainien, fondé en 2014.

## Historique
Lors des élections législatives ukrainiennes de 2014, il obtient un siège de député à la Rada, Iouriy Derevyanko, réélu. Il obtient aussi l'élection de cinq représentants sur la liste Samopomitch. 
Il est créé par des activistes de Euromaïdan dont Olga Sytnyk, Serhiy Taran, Iouriy Derevyanko et Serhii Ivanov Yehor Soboliev, Viktoria Sioumar, respectivement président de la Commission de Lustration et conseillère de la Sécurité nationale et de Défense V. Sioumar a rejoint le Front populaire en juillet 2014.
En 2017, il annonce sa fusion avec le Mouvement des nouvelles forces[réf. nécessaire] de Mikheil Saakachvili, mais revient sur sa décision l’année suivante en raison de désaccords avec Saakachvili,.
Le parti investit Youriy Derevianko comme candidat à l’élection présidentielle de 2019. Celui-ci obtient 0,10 % des suffrages.

## Résultats électoraux

### Élections présidentielles
| Année | Candidat         | Premier tour | Premier tour | Premier tour |
| Année | Candidat         | Voix         | %            | Rang         |
| ----- | ---------------- | ------------ | ------------ | ------------ |
| 2019  | Iouri Derevianko | 19 542       | 0,10         | 18e          |

### Élections locales
| Année | %    | Élus       | Rang |
| ----- | ---- | ---------- | ---- |
| 2020  | 0,02 | 10 / 42501 |      |